# Passe sanitaire européen
Certificat Covid numérique de l'Union européenne
Wikipédia ne donne pas de conseils médicaux ou sanitaires. Cet article est susceptible de contenir des informations obsolètes ou inexactes. Seul un professionnel de la santé est apte à vous fournir un avis médical, et seules les autorités sanitaires de votre pays sont compétentes pour donner des consignes de santé publique relatives à la pandémie de Covid-19.
Le passe,, pass, ou passeport sanitaire européen, dénommé officiellement certificat Covid numérique de l'Union européenne (CCN-UE), ou, en anglais, EU Digital COVID Certificate (EUDCC), est un format interopérable de certificat numérique sur support numérique ou papier officiellement lancé le 1er juillet 2021 par l'Union européenne et émis par les États membres ou leurs services. Il est interopérable au sein de ses vingt-sept États membres et dans les pays ayant agréé des équivalences et a pour objectif de lutter contre la Covid-19. Ce passe sanitaire utilise un code QR (ou QR code) sécurisé lisible par smartphone et permet de certifier qu'une personne a été vaccinée, testée négative ou s'est rétablie de la Covid-19. Le code QR peut être scanné par les autorités des différents pays européens,,.
Ce système suscite des oppositions avec de nombreuses manifestations à travers toute l'Europe, et notamment en France.
Au 13 octobre 2021, 591 728 344 certificats ont été émis dans l'espace économique européen, dont 136 901 354 en France, 123 254 466 en Allemagne, 97 058 162 en Italie et 43 058 575 en Autriche. Les 591 728 344 certificats cumulent 437 509 564 certificats vaccinaux, 84 009 810 tests rapides de détection d’antigènes, 60 162 592 tests d’amplification des acides nucléiques et 10 046 378 certificats de rétablissement.

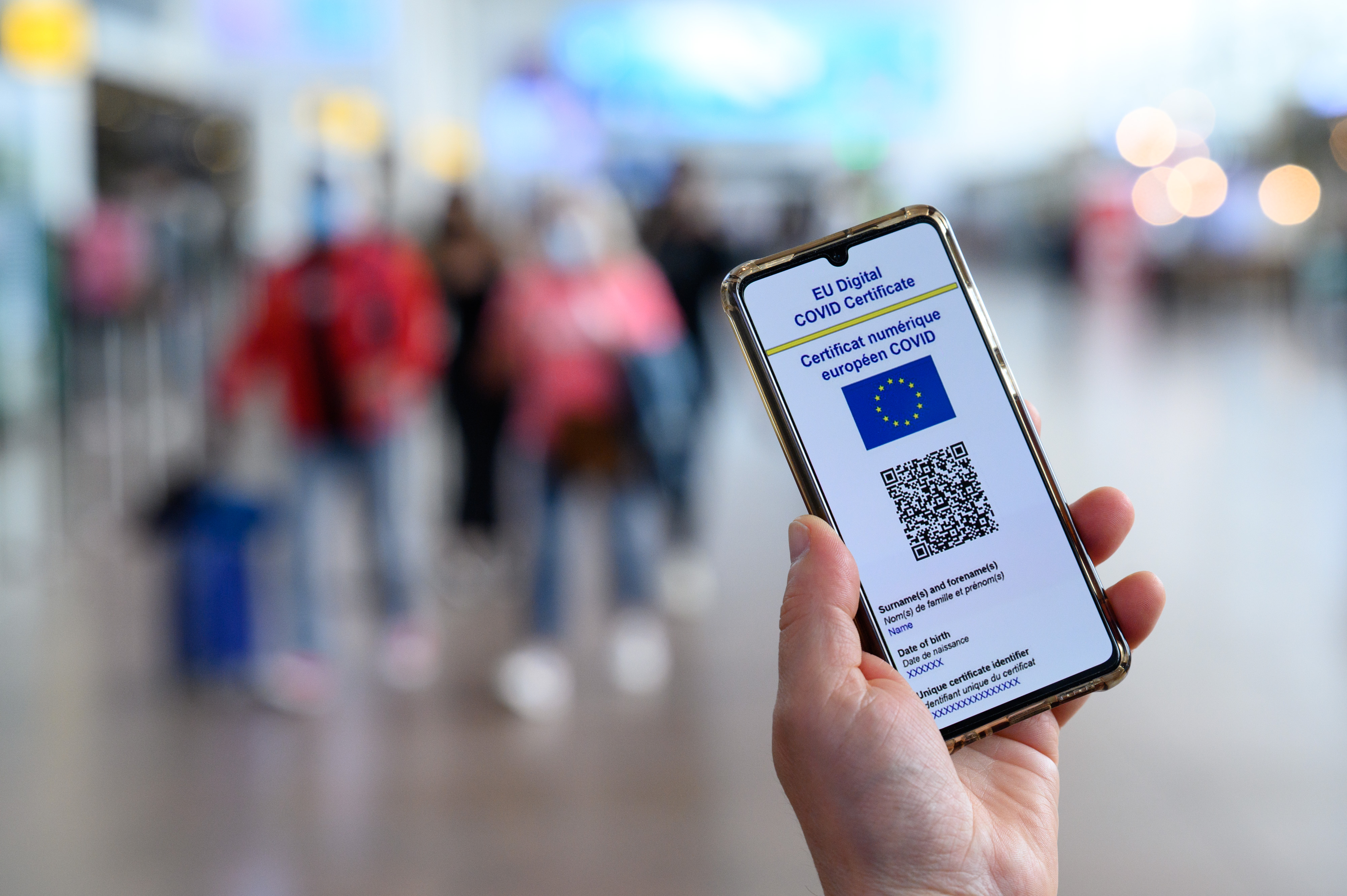
Certificat Covid numérique de l'UE sur dispositif mobile.

Pour des raisons techniques, il est temporairement impossible d'afficher le graphique qui aurait dû être présenté ici.

## Historique

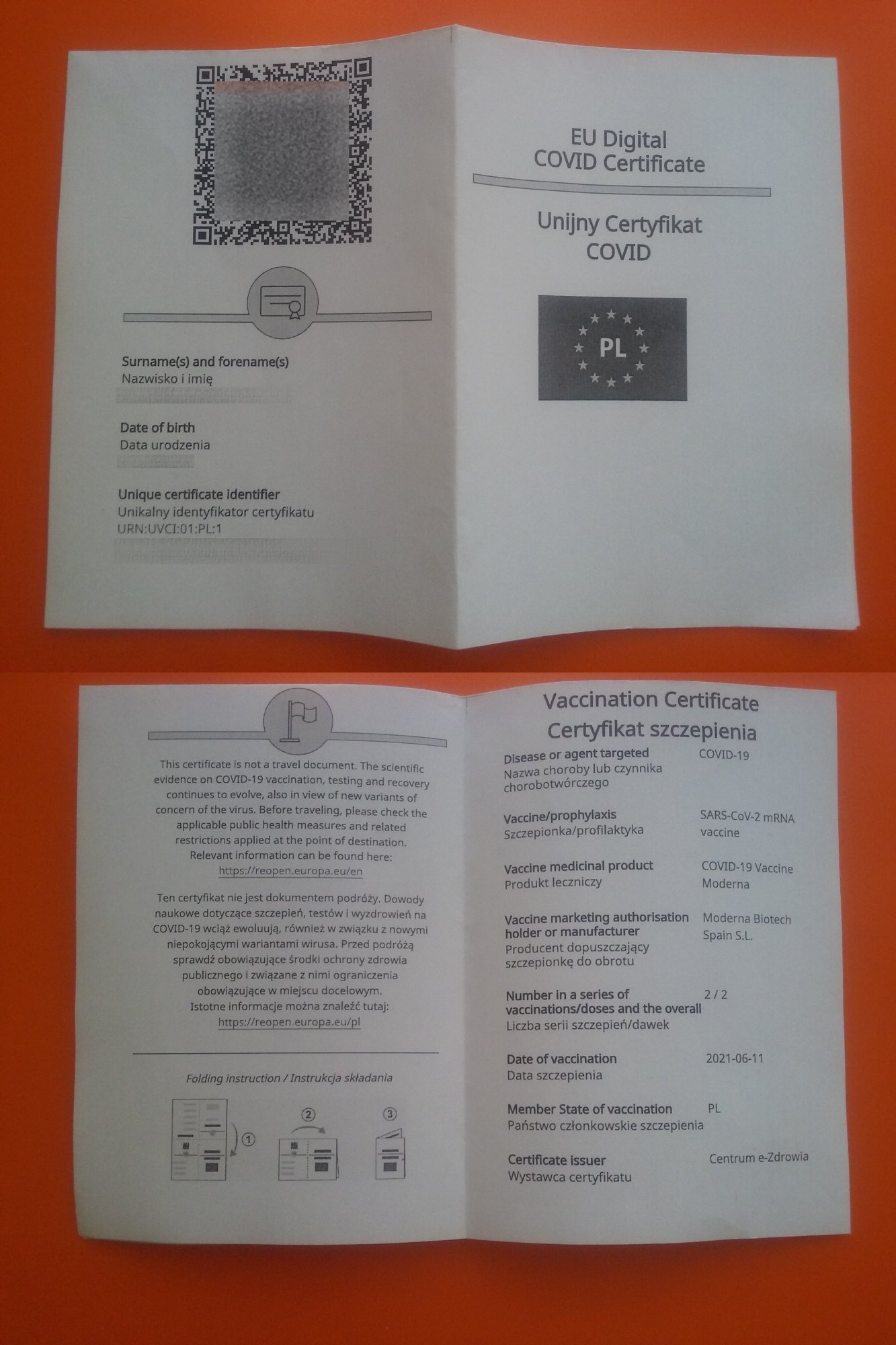
Format UE A4/A6.
Certificat Covid numérique de l'Union européenne en Pologne.

Le certificat Covid numérique de l'Union européenne (EU Digital COVID Certificate, EUDCC) entre en vigueur le 1er juillet 2021. Il est disponible au format papier ou numérique, assorti d'un code QR, sans frais, rédigé dans la langue nationale et en langue anglaise et est valable dans tous les pays de l'Union européenne. Il est émis par les autorités nationales des États membres de l'Union européenne et a également été accepté par des pays européens en dehors de l'UE : les États de l'Association européenne de libre-échange (Suisse, Norvège, Islande et Liechtenstein) et Monaco peuvent également émettre ce certificat ; il est aussi reconnu dans des pays partenaires de l'UE mais qui ne peuvent l'émettre : Turquie, Ukraine, Macédoine du Nord, Saint-Marin et Cité du Vatican,. La Commission européenne tient une liste actualisée de ces États partenaires. Ces pays bénéficient d'un système d'équivalence qui permet à la fois l’émission et la reconnaissance de ces passes.
Le passe sanitaire européen permet à ses porteurs d'éviter les mesures de restrictions mises en place pour lutter contre la Covid-19. Le certificat contient des informations d'identification du porteur, du vaccin ou du test ainsi qu'un identifiant unique.

« Le cadre du certificat Covid numérique de l'Union européenne permet la délivrance, la vérification et l'acceptation transfrontières de l'un des certificats suivants :
1. un certificat confirmant que le titulaire a reçu un vaccin contre la Covid-19 dans l'État membre qui délivre le certificat ;
2. un certificat confirmant que le titulaire a été soumis à un test TAAN ou à un test rapide de détection d'antigènes figurant sur la liste commune et actualisée […], effectué par des professionnels de la santé ou par du personnel qualifié chargé des tests dans l'État membre qui délivre le certificat, et indiquant le type de test, la date à laquelle il a été effectué et le résultat du test ;
3. un certificat confirmant que […] le titulaire s'est rétabli d'une infection par le SARS-CoV-2. »

— Règlement (UE) 2021/953, Article 3 — Certificat Covid numérique de l'Union européenne
L'Union européenne a défini un format papier de certificat modèle, dont la taille de référence est une feuille de papier au format ISO A4 se pliant en son centre par sa longueur d'abord en un format A5 puis du format A5 en un livret A6.
En novembre 2021, pour faire face à la baisse de la couverture vaccinale au cours des six premiers mois suivant la deuxième dose, l'UE propose un délai de neuf mois (6+3) pour laisser aux États le temps de s'organiser avant la dose de rappel.

### Objectif
- États membres de l'UE participant
- États membres de l'UE ne participant pas, mais obligé de rejoindre
- États membres de l'UE avec un opt-out
- États non membres de l'UE participant
- États non membres de l'UE participant de facto
- États non membres de l'UE avec une frontière ouverte

Le « certificat Covid numérique UE » (EUDCC pour l'acronyme anglais) précédemment appelé « certificat vert numérique » vise à lever les restrictions de voyage dans les 27 États membres et dans certains pays tiers. L'objectif est également de pouvoir relancer le tourisme.

L'objectif officiel est le suivant : 

« Selon les preuves scientifiques actuelles, qui évoluent constamment, les personnes vaccinées ou dont le résultat d'un test Covid-19 récent est négatif ou les personnes qui se sont rétablies de la Covid-19 au cours des six derniers mois semblent présenter un risque réduit d'infecter d'autres personnes avec le SRAS-CoV-2. La libre circulation des personnes qui, selon des preuves scientifiques solides, ne présentent pas de risque important pour la santé publique, par exemple parce qu'elles sont immunisées et ne peuvent pas transmettre le SARS-CoV-2, ne devrait pas être soumise à des restrictions, étant donné que ces restrictions ne seraient pas nécessaires pour atteindre l'objectif de préservation de la santé publique. […]. »

## Histoire et chronologie
Dès mars 2021, en dehors de l’espace économique européen, Israël applique un passe sanitaire.
À partir du deuxième trimestre 2021, de nombreux États membres prévoient de lancer des initiatives visant à délivrer des certificats de vaccination Covid-19. Pour que ces certificats de vaccination puissent être utilisés de manière efficace dans un contexte transfrontière lorsque les citoyens de l'Union exercent leur droit à la libre circulation au sein de l'espace Schengen, ils doivent être pleinement interopérables, compatibles, sûrs et vérifiables. Une approche commune entre les États membres est nécessaire pour ce qui est du contenu, du format, des principes, des normes techniques et du niveau de sécurité de ces certificats de vaccination.

### Définition du cadre
En novembre 2020 démarrent les discussions entre la Commission et les États membres au sein du réseau « Santé en ligne ».
En janvier 2021 des lignes directrices définissant les exigences en matière d'interopérabilité des certificats de vaccination numériques sont adoptées.
En mars 2021, un texte législatif établissant un cadre commun pour un certificat de l’UE est proposé.
En avril 2021, les lignes directrices décrivant les principales spécifications techniques sont écrites.
En mai 2021 l'essai pilote de l'infrastructure d’interopérabilité de l'UE commence.

### Débats parlementaires
Le 20 mai 2021, un accord du Parlement européen et du Conseil sur le certificat Covid numérique de l'UE est obtenu. Au Parlement européen, le certificat a soulevé différentes thématiques : liberté de mouvement, règles des États membres, droits des citoyens.
La liberté de mouvement au sein de l’Union européenne est au cœur de la question du passe européen, suscitant débats entre la Grèce, l'Espagne ou la France, qui souhaitent davantage de liberté pour le bon fonctionnement du tourisme, et d'autres, comme Danemark, Allemagne et Finlande, qui appellent à conserver le contrôle.
L'eurodéputé espagnol du S&D Juan Fernando López Aguilar indique : « Nous avons pensé le pass sanitaire comme un système évolutif. […] Il est vrai qu’aujourd’hui tous les citoyens européens ne sont pas logés à la même enseigne, mais l’horizon que nous envisageons est une généralisation du processus de vaccination, y compris des adolescents, et la disparition progressive du test PCR, contraignant et coûteux. »
Jeroen Lenaers, eurodéputé néerlandais du PPE, est partisan de la gratuité des tests et d’une liberté de circulation totale. Il déclare : « On accuse souvent l’Europe d’inertie mais avec le certificat Covid numérique, nous avons relevé le défi. Alors que la situation sanitaire s’améliore, notre outil a été mis au point en un temps record pour coordonner cette sortie de crise au début de la période estivale. C’est une belle victoire après une année chaotique. »

#### Vote parlementaire
Le 8 juin 2021, à l'issue du débat parlementaire, le nouveau certificat Covid numérique de l'UE est approuvé :
- par 546 votes pour, 93 contre et 51 abstentions pour les citoyens européens ;
- et par 553 votes pour, 91 contre et 46 abstentions pour les ressortissants de pays tiers[23].

| Pour des raisons techniques, il est temporairement impossible d'afficher le graphique qui aurait dû être présenté ici. | Pour des raisons techniques, il est temporairement impossible d'afficher le graphique qui aurait dû être présenté ici. |

### Déploiement européen

#### Phase préliminaire
Du 1er au 30 juin, les États membres peuvent lancer le certificat sur la base du volontariat.
Le 1er juin, le portail de l’UE (interconnexion des systèmes nationaux) est opérationnel.
Au 8 juin, un million de certificats européens sont déjà émis.

#### Phase transitoire
Du 1er juillet au 12 août, d'autres formats peuvent encore être utilisés.
Au 1er juillet, le certificat Covid numérique de l’UE entre en application dans toute l'Union.

### Mondialisation
Le passe a une influence mondiale, étant connecté à environ 51 pays.

## Cadre légal
Le cadre légal a pour but de faciliter la circulation des personnes vaccinées.
La règlementation européenne permet la libre circulation et autorise les États membres à utiliser ce certificat européen pour des mesures plus précises comme des concerts, ou des festivals, dans le cadre de leur droit national.
Pour le respect de la vie privée, le certificat est soumis au RGPD.
Le passe sanitaire européen fait suite à la recommandation 2020/1475.
Le passe sanitaire européen est légalement défini au travers de règlements européens.
Textes de référence :
- Règlement (UE) 2021/953 du Parlement européen et du Conseil du 14 juin 2021 relatif à un cadre pour la délivrance, la vérification et l’acceptation de certificats COVID-19 interopérables de vaccination, de test et de rétablissement (certificat Covid numérique de l’UE) afin de faciliter la libre circulation pendant la pandémie de COVID-19[10] ;
- Règlement (UE) 2021/954 du Parlement européen et du Conseil du 14 juin 2021, relatif à un cadre pour la délivrance, la vérification et l’acceptation de certificats COVID-19 interopérables de vaccination, de test et de rétablissement (certificat Covid numérique de l’UE) destinés aux ressortissants de pays tiers séjournant ou résidant légalement sur le territoire des États membres pendant la pandémie de COVID-19[29].

## Données

### Schéma JSON
```
"JSON"
:
 
{

  
"ver"
:
 
''
"<version information>"
''
,

  
"nam"
:
 
{

    
''
"<person name information>"
''

  
},

  
"dob"
:
 
''
"<date of birth>"
''
,

  
"v"
 
or
 
"t"
 
or
 
"r"
:
 
[

    
{
''
" <vaccination dose or test or recovery information, one entry>"
''
}

  
]

}

// "Guidelines on Technical Specifications for EU Digital COVID Certificates JSON Schema Specification Schema version: 1.3.0 2021-06-09"

```

### Contenu du code QR
Le passe sanitaire européen utilise un code QR qui peut être affiché sur l'écran d'un appareil mobile ou être imprimé.
Il s'agit d'un Electronic Health Certificate — dit « HCERT » c'est-à-dire un certificat sanitaire numérique — qui contient diverses données. Les données sont représentées dans un format CBOR avec une signature numérique au format COSE . Cette structure est communément appelée « jeton CBOR pour la toile » (CBOR Web Token — CWT). Ce jeton CWT contient :
| Élement du code QR                    | Dénomination francophone | Jargon technique                                                     | Étiquette/clé | Description |
| En-tête protégé                       |                          |                                                                      | | |
| ------------------------------------- | ------------------------ | -------------------------------------------------------------------- | --- | --- |
| En-tête protégé                       | Algorithme de signature  | « alg »                                                              | étiquette 1 | Le paramètre de l’algorithme de signature (alg) indique quel algorithme est utilisé pour créer la signature. |
| En-tête protégé                       | Identifiant de clé       | Key Identifier, « kid »                                              | étiquette 4 | La revendication d’identifiant de clé (kid) indique le certificat de signataire de documents (DSC) contenant la clé publique qui doit être utilisé par le vérificateur pour vérifier l’exactitude de la signature numérique. |
| Charge utile                          |                          |                                                                      | | |
| Émetteur                              | Issuer, « iss »          | clé de revendication 1, facultatif, ISO 3166-1 alpha-2 de l'émetteur | La revendication d’émetteur (iss) est une valeur de chaîne qui peut, à titre facultatif, contenir le code pays ISO 3166-1 alpha-2 de l’entité délivrant le certificat sanitaire. | |
| Délivré le                            | Issued at, « iat »       | clé de revendication 6                                               | La revendication « délivré le » (iat) doit contenir un horodatage au format date numérique (comme précisé dans la RFC 8392 (5), section 2) indiquant la date à laquelle le certificat sanitaire a été créé. | |
| Délai d'expiration                    | « exp »                  | clé de revendication 4                                               | La revendication de délai d’expiration (exp) doit contenir un horodatage au format date numérique (comme précisé dans la RFC 8392 (4), section 2) indiquant la période pendant laquelle cette signature particulière sur la charge utile doit être considérée comme valide, après quoi un vérificateur doit rejeter la charge utile considérée comme ayant expiré. L’objectif du paramètre d’expiration est d’imposer une limite à la durée de validité du certificat sanitaire. | |
| Certificat sanitaire                  | « hcert »                | clé de revendication −260                                            | La revendication de certificat sanitaire (hcert) est un objet JSON (RFC 7159 (6)) contenant les informations relatives au statut sanitaire. Plusieurs types de certificat sanitaire peuvent exister sous la même revendication, le DCC en étant un. | |
| Certificat Covid numérique de l'UE v1 | « eu_DCC_v1 »            | clé de revendication 1                                               | | |
| Signature                             |                          |                                                                      | | |

Cette information signée est compressée au format zlib - deflate. Cette information compressée est encodée en ASCII par Base45.
C'est ce texte ASCII qui est enregistré dans le code QR à la norme (ISO/IEC 18004:2015). Le code QR est paramétré avec un taux de correction d'erreur de « Q » (environ 25 %) et un encodage alphanumérique (mode 2, indiqué par les symboles 0010).
Le code optique est présenté avec une diagonale comprise entre 35 et 60 millimètres.
Lors de l'impression sur papier, la forme carrée de chaque point du code QR doit être parfaitement respectée, sinon, des lignes ou colonnes du QR comportent des points rectangulaires qui peuvent nuire à la lisibilité.

## Applications de vérification
Chaque pays dispose de son application de vérification.
- En France l'application officielle de vérification est TousAntiCovid Verif (aussi écrit sous la forme TAC Verif).
- En Allemagne, le passe sanitaire est vérifié depuis l'application allemande CovPass, développée pour le Gouvernement fédéral[33].
- En Tchéquie, l'application de vérification čTečka et l'application Tečka affichant le code QR du certificat sont disponibles[34].
- En Lettonie, depuis le 15 juin, une application « Covid19Verify » permet de vérifier le certificat numérique[35].
- En Suisse, l’application « COVID Certificate Check », développée par l’Office fédéral de la santé publique, permet de vérifier les certificats suisses et européens[36].

L'application de vérification vérifie plusieurs points :
- la légitimité de l'autorité en utilisation la spécification COSE (RFC 8152[38]) ;
- les dates (timestamp[c]) du certificat (exp et iat) ;
- la période de validité du certificat de signature du document (Document Signing Certificate)[37].

En France, la vérification de la validité du document s'effectue avec l'application TousAntiCovid vérif :
- pour les événements importants sur le territoire national français, les organisateurs ont accès au nom, prénom et date de naissance de la personne, et à une couleur verte (autorisation) ou rouge ;
- pour le passage des frontières, les contrôleurs ont en outre accès aux informations suivantes :
  - type de certificat et résultat éventuel (test PCR ou antigénique ou vaccination première et seconde dose),
  - type de vaccin le cas échéant,
  - date et heure du certificat.

Ces informations sont prévues par des accords européens, et les compagnies aériennes ont l'obligation de les fournir aux autorités compétentes.

## Certificats
Plus de 200 millions de certificats Covid de l'Union européenne ont été générés à la date d’août 2021, et environ 807 millions à la date du 22 décembre 2021.

## Vaccins concernés
Tous les vaccins approuvés par l'Agence européenne des médicaments sont concernés.
Les pays membres ont le droit d'étendre la validité des certificats Covid européens à d'autres vaccins s'ils le souhaitent.

## Exemples de lieux concernés

### Belgique
Le passe sanitaire est utilisé pour certaines manifestations de plus de 1 500 personnes en Belgique. Son utilisation est prévue pour les événements en intérieur en Belgique.

### Chypre
Les lieux qui peuvent accueillir plus de 20 personnes, bars et restaurants compris, sont concernés à Chypre.

### Danemark
Les bibliothèques et archives et les salles de spectacle , les parcs d'attractions et zoologiques ou encore les événements de plein air ont été concernés au Danemark.

## Certificats émis par catégorie
Dans les certificats de vaccination, l'Allemagne en obtient 119 750 418 / 437 509 564 (soit 27 %) ; l'Italie 72 726 630 / 437 509 564 (soit 17 %) ; la France 72 186 091 / 437 509 564 (soit 16 %).
Dans les certificats tests d’amplification des acides nucléiques, la France en obtient 24 593 086 / 60 162 592 (soit 41 %) ; l'Autriche 10 872 756 / 60 162 592 (soit 18 %) ; l'Italie 7 078 397 / 60 162 592 (soit 12 %).
Dans les certificats tests rapides de détection d’antigène, la France en obtient 38 226 112 / 84 009 810 (soit 46 %) ; l'Autriche 20 482 546 / 84 009 810 (soit 24 %) ; l'Italie 15 092 611 / 84 009 810 (soit 18 %).
Dans les certificats rétablissement, l'Italie en obtient 2 160 524 / 10 046 378 (soit 22 %) ; la France 1 896 065 / 10 046 378 (soit 19 %) ; la Belgique 608 250 / 10 046 378 (soit 6 %).

## États membres de l'Union européenne
Le contrôle des frontières étant du ressort des États membres, chacun d'entre eux n'a pas adopté la même approche ; en revanche, aucun ne les a fermées jusqu'à présent, bien que Malte ait annoncé la mise en place de cette mesure (pour les étrangers n'étant pas vaccinés contre la Covid-19) avant de revenir sur sa décision quelques heures avant qu'elle ne soit appliquée, le 13 juillet 2021.
Le service a d'abord été mis en place en Allemagne, en Bulgarie, en Croatie, au Danemark, en Grèce, en Pologne et en Tchéquie.
Par ailleurs, le Danemark et l'Autriche avaient précédemment introduit un outil similaire au sein de leurs territoires[C'est-à-dire ?].
La mise en place du passe sanitaire, dans sa version européenne ou nationale, fait l'objet de manifestations dans plusieurs pays.
Le certificat permet une utilisation locale selon le droit national conforme à la RGPD : 20 pays utilisent le passe pour des événements, 5 en considèrent la possibilité de le faire. Le type d’événement concerné peut être : grands événements, restaurants, bars, cinémas, musées, discothèques, salles de sports ou de fitness, salons de coiffure, salons de massage ou de beauté, hôtels, hôpitaux et EHPAD, ou encore universités et écoles.
Pour des raisons techniques, il est temporairement impossible d'afficher le graphique qui aurait dû être présenté ici.

### Allemagne
En Allemagne, le passe sanitaire est vérifié depuis l'application allemande CovPass, développée pour le Gouvernement fédéral. Les lieux concernés (restaurants, cinémas, piscines, etc.) sont définis par les Länder. Le passe peut être enregistré sur l'application allemande Corona-Warn-App (de).
La mise en œuvre en Allemagne est réalisée par IBM et la société Ubirch, basée à Cologne. Elle devait à l'origine reposer sur une mise en œuvre de la blockchain et devait être opérationnelle au plus tard à la mi-2021. L'intégration initialement prévue de cinq blockchains n'apporte aucun gain en matière de sécurité informatique ou de protection des données Ubirch avait déjà développé des projets pilotes avec une technologie similaire dans le district bavarois d'Altötting et dans le district de Zollernalb. Dans ces projets pilotes, aucun certificat de vaccination digne de confiance n'a été délivré. Toutes les données figurant sur le certificat de vaccination pourraient être présentées comme valides.
En avril 2021, il a été annoncé que la preuve de la vaccination serait intégrée à l'application Corona-Warn-App. La solution devrait généralement être utilisable à partir d'autres applications et reposer sur une approche open source.
- un service de certificats de vaccination pour les centres de vaccination et les cabinets médicaux, qui génère le code QR en conséquence ;
- une application de certificat de vaccination qui gère le code QR ;
- une application de vérification où l'on peut recevoir le code et qui vérifie la validité du certificat de vaccination.

La preuve numérique de la vaccination est une offre volontaire en Allemagne. Toute personne vaccinée peut se faire délivrer des certificats. La preuve de la vaccination contenue dans le certificat de vaccination en papier jaune reste valable. Ainsi, deux certificats pour une seule vaccination peuvent être disponibles.
À la mi-mai 2021, le Gouvernement fédéral annonce que la preuve de vaccination serait mise en œuvre sous la forme d'une application distincte appelée CovPass, mais qu'elle serait également intégrée à d'autres applications telles que Corona-Warn-App. Les personnes qui ont déjà été entièrement vaccinées reçoivent leur code QR par la suite par courrier. Cependant, les données relatives aux adresses de toutes les personnes vaccinées ne sont pas disponibles. Un test sur le terrain à l'échelle nationale pour la preuve de vaccination a débuté à Potsdam le 27 mai 2021. Il s'agit de vérifier le fonctionnement des procédures et des processus.
Le 10 juin 2021, l'application open source CovPass est mise à disposition pour téléchargement dans les différents magasins d'applications,.
Outre CovPass, les certificats de vaccination numériques peuvent également être importés et utilisés dans les applications Corona-Warn-App et Luca (de). Toutefois, contrairement à ce qui est indiqué dans le document analogique, le certificat numérique a une validité limitée à un an à compter du début de la protection vaccinale. Cette date d'expiration est affichée de manière bien visible sur l'application Corona-Warn-App par exemple, mais pas sur l'application CovPass.
Depuis le 14 juin 2021, le certificat de vaccination numérique est également délivré par les pharmacies, qui sont rémunérées à hauteur de 18 euros par certificat. Ici, les clients prouvent leur vaccination complète en présentant un certificat de vaccination ou leur passeport de vaccination et s'identifient avec une carte d'identité ou un passeport. Il n'est pas exclu que de faux certificats de vaccination analogiques soient également numérisés. La raison en est l'absence de dispositifs de sécurité dans les documents analogiques.
Pour des raisons techniques, il est temporairement impossible d'afficher le graphique qui aurait dû être présenté ici.

En Allemagne, certains länder conditionnent l'entrée dans certains lieux au seul certificat de vaccination, plutôt qu'à l'ensemble des certificats.

### Autriche
En Autriche, le Grüner Pass (litt. « passe vert ») est introduit à partir du 4 juin 2021. Sous forme de code QR, il est possible de se le procurer depuis l'application mobile Grüner Pass ou le site web officiel « gesundheit.gv.at »,.
En Autriche, le travail sur ce sujet commence au printemps 2021, et a conduit aux certificats de l'UE pour prouver les vaccinations, les résultats négatifs des tests et la guérison de la maladie de Covid-19. En mars, cette solution est annoncée pour le mois d'avril, mais cette date n'a pas été tenue.
Au début du mois de mai 2021, le gouvernement a annoncé que la solution Grüner Pass serait utilisée à partir du 4 juin. Les preuves 3-G requises à partir du 19 mai devaient être récupérées et présentées par les individus à partir de sources incohérentes et étaient également incompatibles avec le certificat européen en conséquence, le 31 mai 2021, il a été annoncé que le report du lancement du système. Selon les fonctionnaires de l'UE, les spécifications techniques n'avaient toutefois pas changé depuis le 21 avril. Le 10 juin, l'application a été mise en ligne sur le portail de la santé, mais dans un premier temps à une échelle limitée avec seulement des certificats de test et des certificats de récupération: les certificats de vaccination n'étaient pas disponibles car « il y a une base de données compliquée derrière », selon le ministre Wolfgang Mückstein. Le carnet de vaccination peut également être consulté via le passeport électronique de vaccination. Depuis le 20 juin, les certificats de vaccination ont également été créés avec des codes QR conformes au certificat de l'UE et peuvent être consultés via le « Grüner Pass ».
L'application Grüner Pass est accessible via le portail autrichien de la santé publique. Dans l'application, toutes les vaccinations et tous les tests effectués via les centres de test sont automatiquement déposés et assortis de certificats. Les certificats peuvent être téléchargés au format PDF et contiennent un code QR intéropérable avec le standard défini par l'UE. Il n'existe pas d'application pour téléphone portable ni de programme pour le bureau. Cette circonstance a été critiquée dans les médias, un développeur web viennois a mis à disposition sur son site web un outil permettant d'importer le certificat PDF dans des applications de cartes (telles que Apple Wallet).
Dans le cadre des mesures officielles, les certificats peuvent être présentés sous forme numérique ou imprimée, en combinaison avec une pièce d'identité avec photo, afin d'être acceptés en tant que preuve 3G.
Pour des raisons techniques, il est temporairement impossible d'afficher le graphique qui aurait dû être présenté ici.

En Autriche, le déconfinement n'est accessible qu'avec un certificat vaccinal ou passe vaccinal et non avec un quelconque certificat sanitaire.

### Belgique
En Belgique, la dénomination officielle est « certificat Covid », ou Covid safe ticket (CST), accessible depuis l'application mobile CovidSafeBE,. Celui-ci est réservé pour les manifestations regroupant plus de 1 500 personnes.
Au 17 juin 2021, 650 000 certificats belges ont été téléchargés via l'application CovidSafeBE
Le Covid Safe Ticket (CST) doit devenir obligatoire au 1er septembre 2021 pour les événements en intérieur.

### Bulgarie
La Bulgarie ne peut pas imposer l'utilisation d'un passe sanitaire en raison d'un taux de vaccination trop bas : seuls sont exigés les barrières sanitaires et les jauges dans les lieux publics.

### Chypre
À Chypre, le Safe Pass permet d'accéder aux lieux qui peuvent accueillir plus de 20 personnes, bars et restaurants compris.
Le SafePass doit être présenté par les employés et les clients entrant dans un établissement, que ce soit leur lieu de travail, un restaurant ou un bar. De plus le remboursement/la gratuité des tests antigen est supprimée au 1er août 2021 car la vaccination est économiquement plus efficace. Cela ne pose pas de problème aux clients équipés d'un SafePass mais est plus compliqué à gérer pour les clients n'en ayant pas.

### Croatie
En tant qu'État membre, la Croatie est liée au certificat européen.

### Danemark
Au Danemark, le coronapas est mis en place le 21 avril 2021. Il est accordé aux personnes ayant reçu une première injection de vaccin depuis 14 jours au minimum et 42 jours au maximum, ayant reçu deux injections de vaccin ou ayant en leur possession un test négatif récent à la Covid-19 (de moins de 96 heures s'il s'agit d'un test RT-PCR, de moins de 72 heures pour ce qui concerne les TRA). Ce passe peut être téléchargé depuis les applications mobiles Coronapas ou MinSundhed, mais également via le site web Sundhed.dk (da)[réf. nécessaire].
L'utilisation du coronapas est progressivement levée à partir du 14 juin 2021. Elle concerne en premier lieu les bibliothèques et archives puis, à partir du 1er août 2021, les salles de spectacle accueillant moins de 500 spectateurs assis, les parcs d'attractions et zoologiques ou encore les événements de plein air ayant une capacité d'accueil inférieure à 2 000 places assises. Au 1er septembre 2021, ce devraient être pour les restaurants, les événements extérieurs avec public debout ou encore les événements en lieu clos avec public assis que le passe devrait être rendu caduc, avant de l'être au 1er octobre 2021 pour les discothèques, les événements en lieu clos avec public debout ou les événements de plein air avec public assis.

### Espagne
Au 7 juin 2021, l'Espagne est l'un des premiers pays européens à émettre des certificats Covid. L'Espagne le fait pour s'ouvrir à la mobilité internationale.
En Espagne comme en Allemagne, le certificat est demandé sur une base régionale selon les communautés autonomes d'Espagne.
Au 13 août, l'Espagne a émis 18 177 202 certificats Covid-19 dont 17 361 058 certificats de vaccination, 400 522 certificats de rétablissement et 415 622 certificats de tests diagnostiques. Le format numérique y est plus populaire que le format papier.
Plus de 21 millions de certificats ont été livrés pour près de 32 millions de personnes vaccinées à deux doses.
Pour des raisons techniques, il est temporairement impossible d'afficher le graphique qui aurait dû être présenté ici.

Les trois régions ayant émis le plus de certificats par habitant sont les îles Canaries, la Galice et la Catalogne. Les trois régions en ayant émis le moins par habitant sont la région de Murcie, Castille-La Manche et la communauté de Madrid.
Pour des raisons techniques, il est temporairement impossible d'afficher le graphique qui aurait dû être présenté ici.

En Andalousie, le passe sanitaire est interdit par les tribunaux régionaux puis par la cour suprême, celle-ci considérant qu’il aurait instauré une ségrégation à l’encontre des personnes qui auraient « licitement » choisi de ne pas se faire vacciner et qui n'ont pas les ressources suffisantes pour se payer un test. Le tribunal supérieur de justice des îles Canaries émet un jugement allant dans le même sens pour cette région autonome.

### Estonie
La plateforme électronique portant le système de certificat vaccinal en Estonie s'appelle VaccineGuard. Il a été développé en partenariat avec l’OMS et la branche estonienne d'AstraZeneca, et est compatible avec les normes de certificat européen.
Pour des raisons techniques, il est temporairement impossible d'afficher le graphique qui aurait dû être présenté ici.

L’Estonie n'applique pas le passe sanitaire mais exige un certificat vaccinal à l'entrée de lieux culturels, d'événements sportifs, de bars ou de restaurants. L'obligation entre en vigueur pour les majeurs et les mineurs à partir de 12 ans et 3 mois.

### Finlande
La Finlande a développé un système de certificat numérique national qui a été remplacé au 22 juin 2021 par le certificat européen reconnu par un plus grand nombre de pays.
En Finlande, le passe sanitaire n'est pas présenté comme une restriction, mais plutôt comme une libération des restrictions.

### France
En juin 2021, le passe sanitaire français devient applicable à des événements de culture et loisirs accueillant plus de 1 000 personnes. À partir du 21 juillet, il est requis pour accéder à des lieux du même type avec une jauge abaissée à 50 personnes.
À compter du 9 août 2021, l'obligation de présentation du passe est étendue aux bars et restaurants (y compris sur les terrasses), déplacements de longue distance (vols, TGV, Intercités et trains de nuit, cars interrégionaux), établissements de santé et sociaux, foires, salons professionnels, etc. En outre, les préfets ont la possibilité de faire appliquer le passe dans les centres commerciaux. À partir du 30 août, le passe sanitaire est obligatoire pour les salariés des transports en commun de longue distance et pour ceux des lieux accueillant du public,. À compter du 30 septembre, il est demandé aux mineurs dès l’âge de 12 ans.
Le passe sanitaire français est délivré aux personnes :
- présentant un schéma vaccinal complet contre la Covid-19 ;
- étant en possession d'un test RT-PCR ou antigénique (ou, à partir du 9 août 2021, d'un autotest supervisé par un professionnel de santé[95]) négatif récent (de moins de 48 heures jusqu'au 8 août 2021, puis de moins de 72 heures à partir du 9 août 2021[95]) ;
- ayant un certificat de rétablissement Covid datant de moins de six mois[96] : le certificat de rétablissement Covid est un test PCR ou antigénique positif réalisé depuis plus de onze jours et datant de moins de six mois[97]. Ni les autotests ni les tests sérologiques ne sont acceptés[98].

À partir du 23 juin 2021, les certificats français sont actualisés pour utiliser le code QR européen interopérable à l'échelle du continent plutôt que le code 2D-Doc, uniquement français. Pour ceux n'ayant pas d'accès à Internet, le passe sanitaire européen peut être obtenu auprès de professionnels de santé au format papier. La vérification de la validité du document s'effectue avec une application mobile spécifique, TousAntiCovid Verif (ou TAC Verif), selon des standards prévus par des accords européens.
Un mouvement d'opposition au passe prend forme en juillet 2021, entraînant des manifestations dans de nombreuses communes françaises, tandis que des parlementaires de différents bords dénoncent une importante réduction des libertés publiques ainsi qu'un risque de marginalisation de citoyens et de mise en place d'une société du contrôle permanent,. Le mouvement d'opposition au passe sanitaire est soutenu par 35 à 40 % des Français, selon les études d’opinion.
Par la suite, son application est étendue jusqu'au 31 juillet 2022 et exige une troisième injection de vaccin pour les plus de 65 ans.
À côté des 137 millions de vrais passes sanitaires gratuits émis en France, 110 000 faux passes sanitaires payants circulent frauduleusement selon des estimations du ministère de l'Intérieur.
Pour des raisons techniques, il est temporairement impossible d'afficher le graphique qui aurait dû être présenté ici.

Pour des raisons techniques, il est temporairement impossible d'afficher le graphique qui aurait dû être présenté ici.

.

### Grèce
En Grèce, le certificat de vaccination est mis en place à partir du 16 juillet 2021 et contrôlé avec l'application mobile Covid Free GR, qui fonctionne suivant un code tricolore : vert pour les personnes ayant reçu deux injections de vaccin depuis 14 jours au minimum ou ayant contracté la Covid-19 moins de 6 mois auparavant, jaune pour les personnes ayant en leur possession un test négatif récent à la maladie (de moins de 72 heures s'il s'agit d'un test RT-PCR, de moins de 48 heures pour ce qui concerne les TRA), rouge pour les personnes n'ayant ni test négatif ni schéma vaccinal complet.
Les restaurants et salles de spectacle recevant du public assis ne sont qu'autorisés à accueillir des spectateurs entièrement vaccinés (certificat vert) pour un effectif d'au maximum 85 % de leurs capacités, de même pour les événements sportifs auxquels des jauges de 8 000 spectateurs pour les lieux clos et de 25 000 spectateurs pour les lieux en plein air ont été fixées. Les responsables des commerces dits « non essentiels » ont, eux, le libre choix d'accueillir ou non les clients en possession d'un test négatif récent (certificat jaune) dans leurs établissements mais sont tenus d'afficher explicitement à l'entrée des locaux s'il s'agit d'une « zone sans Covid » (χώρος Covid-free) ou d'une « zone mixte » (μεικτός χώρος).
Pour des raisons techniques, il est temporairement impossible d'afficher le graphique qui aurait dû être présenté ici.

Le passe sanitaire permet l'accès au commerces non-essentiels et aux terrasses.
Le passe vaccinal est utilisé pour les bars, restaurants, lieux culturels et événements sportifs.

### Hongrie
La Hongrie met en place un certificat d'immunité qui fonctionne dès la première dose de vaccin pour accéder à un séjour en hôtel, aller aux restaurants, aux théâtres, sports ou événements musicaux. Ces certificats ne sont ensuite plus utilisés que pour accéder aux centres de santé et aux rassemblements de plus de 500 personnes.

### Irlande
La dénomination retenue en Irlande est Digital Covid Certificate (DCC) ou EU Digital Covid Certificate. Elle permet d'éviter la quarantaine.
Le Digital Covid Certificate est disponible en Irlande depuis le 19 juillet 2021. Il n'est pas nécessaire pour passer la frontière entre la république d'Irlande et l'Irlande du nord ; toutefois, les 400 000 citoyens irlandais résidant au Royaume-Uni peuvent utiliser le Digital Covid Certificate pour leurs voyages dans l'Union européenne.
L'Irlande utilise le passe sanitaire pour rouvrir ses pubs.
Pour des raisons techniques, il est temporairement impossible d'afficher le graphique qui aurait dû être présenté ici.

Pour des raisons techniques, il est temporairement impossible d'afficher le graphique qui aurait dû être présenté ici.

L'Irlande utile un passe vaccinal plutôt qu'un passe sanitaire pour l'entrée des bars, restaurants, cinémas et théâtre.

### Italie
En Italie, le Green Pass ou Certificazione verde Covid-19 (ou « passe vert ») est l'extension du passe sanitaire européen. Il devient obligatoire le 6 août 2021 pour accéder à certains lieux fermés (restaurants ou salles de sport),.
Depuis le 5 août 2021, le passe sanitaire est aussi obligatoire pour les enseignants, les usagers des transports publics à partir du 1er septembre — vols intérieurs, ferrys et lignes de train longue distance — et les clients des restaurants. Il est également obligatoire pour entrer dans les salles de cinéma, les musées, les salles de sport ou pour consommer à l'intérieur d'un restaurant.
Vingt millions d'Italiens téléchargent leur passe en trois jours, « un chiffre extraordinaire » pour le ministre de la Santé, Roberto Speranza.
Le Green Pass est validé dès la première dose de vaccin et n'est pas obligatoire pour déjeuner ou prendre un verre en terrasse. Selon des sondages, sept Italiens sur dix acceptent ce passe. Toutefois, indispensable pour pénétrer dans les stades de football, il est massivement rejeté par les associations de supporteurs.
Il est obligatoire à partir du 15 octobre pour travailler sous peine d'une amende de 600 à 1500 euros pour les employés et de 400 à 1000 euros pour les employeurs.

### Lettonie
Pour contenir la pandémie de Covid-19, en Lettonie, le certificat peut être utilisé comme confirmation de réception d'un service ou pour assister à une institution ou un événement.
Depuis le 15 et le 30 juin 2021, l'application mobile Covid19Verify permet de vérifier le certificat numérique. Certaines informations du certificat ne sont pas échangées entre la Lettonie et les autres États européens[C'est-à-dire ?].
Pour des raisons techniques, il est temporairement impossible d'afficher le graphique qui aurait dû être présenté ici.

En Lettonie, un schéma vaccinal complet ou un rétablissement de la maladie est nécessaire dans certains lieux ou dans certains lieux de travail.

### Lituanie
Pour répondre à la pandémie de Covid-19 en Lituanie, le Galimybių pasas (litt. « passe d'opportunités ») est mis en place à partir du 24 mai 2021 pour accéder à certains lieux comme les restaurants, casinos ou grands événements, qui sont toutefois soumis à une jauge de 500 spectateurs et ne doivent pas excéder 75 % de leurs capacités d'accueil pour ce qui est des places assises en lieux clos. À compter du 13 septembre 2021, il sera également requis pour emprunter les transports en commun du territoire,, pénétrer dans les commerces dits « non essentiels » de plus de 1 500 m2 ou encore les instituts de beauté de type salon de coiffure. Le site officiel gp.esveikata.lt permet de se le procurer.

### Luxembourg
Au Luxembourg, le CovidCheck permet d'accéder aux restaurants et cafés sans masque ni distanciation. Le propriétaire de l'établissement peut choisir de demander le passe sanitaire.

### Malte
Depuis le 14 juillet 2021, Malte contrôle l'entrée sur son territoire : seuls sont admis ceux qui ont reçu deux doses de vaccin depuis plus de 14 jours ou, en cas d'absence de certificat de vaccination, présentant un certificat de test PCR négatif de moins de 72 heures et restant en quatorzaine. Une fois entré sur l'île, où le taux de vaccination est élevé, le passe sanitaire n'est pas utilisé et est remplacé par des normes spécifiques et strictes[Lesquelles ?]:
Le schéma vaccinal permet aux majeurs de 12 ans d'accéder aux lieux culturels, professionnels ou sportifs.
Le test négatif est utilisé pour les enfants de moins de 12 ans.
Pour des raisons techniques, il est temporairement impossible d'afficher le graphique qui aurait dû être présenté ici.

### Pays-Bas
En juillet 2021, les Pays-Bas estiment ne pas avoir besoin de passe sanitaire en raison d'un taux de vaccination élevé et d'un nombre de nouvelles infections en baisse : les Néerlandais utilisent à ce moment un code couleur pour partir à l'étranger.
La présentation d'une preuve de vaccination, une preuve de guérison ou un résultat de test négatif est obligatoire pour pouvoir entrer aux Pays-Bas depuis un pays/une région à haut risque de l'UE ou de l'espace Schengen.[réf. souhaitée] Le certificat numérique Covid est une preuve acceptée,.
Le passe sanitaire (ou corona pass) entre en vigueur au 25 septembre 2021.

### Pologne
La Pologne est l'un des pays de l'Union européenne connecté au système informatique de vérification des certificats de l'Union européenne. Les citoyens peuvent accéder au certificat pour bénéficier de la liberté de circuler et de voyager.

### Portugal
Au Portugal, le certificat est territorialisé dans les comtés à importante incidence[Lesquels ?].

### Roumanie
La Roumanie émet des certificat Covid numérique de l'Union européenne depuis le 1er juillet 2021.
Pour des raisons techniques, il est temporairement impossible d'afficher le graphique qui aurait dû être présenté ici.

Suivant l'horaire, le passe sanitaire ou le passe vaccinal est exigé.

### Slovaquie
En Slovaquie, les mariages, enterrements et lieux de culte sont soumis au certificat Covid.

### Slovénie
En Slovénie, des files d'attente de plusieurs heures se sont formées à la frontière avec la Croatie alors que le système européen devrait garantir un passage rapide.

### Suède
En Suède, le certificat est réservé aux seules personnes ayant un numéro d'identité ou ayant été vaccinées dans le pays.

### Tchéquie
Le certificat devait être testé en Tchéquie à partir de mai 2021[Passage à actualiser]. Depuis juin, l'application de vérification čTečka et l'application Tečka affichant le code QR du certificat sont disponibles.
Pour des raisons techniques, il est temporairement impossible d'afficher le graphique qui aurait dû être présenté ici.

Depuis le 18 novembre 2021, un schéma vaccinal complet est demandé à l'entrée des restaurants, des cafés, des bars, des clubs et des salles de théâtres. Les tests PCR ou antigéniques ne sont plus reconnus, sauf pour les moins de 18 ans ou les personnes ne pouvant pas être vaccinées pour des raisons médicales.

## Pays tiers
À la mi-novembre 2021, 22 pays (18 auparavant) ou territoires non-membres de l’UE sont également connectés au certificat Covid numérique des 27 pays de l’UE : l’Albanie, Andorre, l’Arménie, les îles Féroé, la Géorgie, Israël, l’Islande, le Liechtenstein, le Maroc, la Moldavie, Monaco, la Macédoine du Nord, la Nouvelle-Zélande, la Norvège, le Panama, Saint-Marin, la Serbie, la Suisse, la Turquie, l’Ukraine, le Royaume-Uni et le Vatican,.
En Andorre, le passe sanitaire est appelé « passeport Covid ».
En décembre 2021, 28 pays ou territoires disposent d'accord d'équivalence avec les 27 pays de l'UE, ce qui fait un total de 55 pays concernés.
En janvier 2022, 33 pays ou territoires disposent d'accord d'équivalence avec les 27 pays de l'UE, ce qui fait un total de 60 pays concernés.
35 pays avec la Tunisie ou le Togo.

### Espace économique européen
- États membres participant
- Membre provisoire (Croatie)[e]
- Signataires de l'AELE
(Islande, Norvège et Liechtenstein)
- Signataires de l'AELE qui ne l'ont pas ratifié
(Suisse)

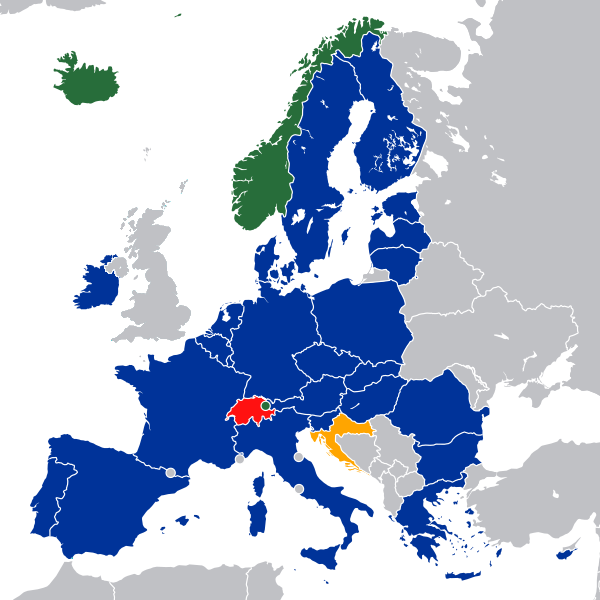
États membres de l'UE
États membres participant
Membre provisoire (Croatie)États membres de l'AELE
Signataires de l'AELE
(Islande, Norvège et Liechtenstein)
Signataires de l'AELE qui ne l'ont pas ratifié
(Suisse)

Les règles relatives à la conception et à la délivrance du certificat numérique Covid sont également applicables aux États membres de l'AELE (Islande, Liechtenstein, Norvège et Suisse) par le biais de l'accord EEE et d'autres accords bilatéraux. Les règlements relatifs aux certificats contiennent une clause de caducité qui signifie que les dispositions cesseront de s'appliquer après un an, le 1er juillet 2022,

### Équivalences
Des équivalences existent, par des décisions spécifiques de la Commission européenne, Saint-Marin et l'État de la Cité du Vatican participent également au système de co-document numérique,.
Des équivalences existent avec l'Ukraine, la Turquie et la Macédoine du Nord; ces pays utilisent à la fois des vaccins autorisés par l'union européenne et des vaccins étrangers,.
Des pays comme Saint-Marin et le Vatican ont négocié une reconnaissance mutuelle des certificats Covid.
Le passe est nécessaire pour entrer au Vatican.
Des équivalences existent avec d'autres pays: Montenegro, Taïwan Thaïlande, Tunisie, Uruguay, Cap vert, Liban, EAU, Salvador, Singapour, Togo, Géorgie.

### Autres pays tiers
Le Royaume-Uni et l'Union européenne disposent de certificats techniquement similaires, ce qui a facilité la négociation d'un accord sur la reconnaissance mutuelle du certificat européen et de l'application du National Health Service (NHS), l'agence d'assurance maladie britannique.
Le Royaume-Uni n'a pas négocié avec l'Union européenne mais seulement avec certains de ses États membres.
À Monaco, le passe sanitaire doit entrer en vigueur au 23 août.

## Aspects techniques
Les données des passes européens sont centralisées et hébergées par T-Systems et SAP dans un centre de données luxembourgeois.
Le service passerelle de l’UE (EU Gateway) est l’infrastructure de l’UE où les clés publiques de tous les États participants dont la Suisse peuvent être échangées pour le CCN-UE. Le service passerelle de l’UE permet de contrôler l’authenticité des certificats de chaque État membre dans tous les États de l’UE, à l'aide de la clé publique de l'État. Ceci permet d’établir l’authenticité d’un certificat en prouvant qu’il a véritablement été délivré dans le pays indiqué et que son contenu n’a pas été manipulé.

## Manifestations
Le certificat numérique de vaccination Covid a donné lieu à des manifestations hostiles au certificat numérique, rassemblant plusieurs milliers de personnes,
à Chypre, en Grèce, en Italie et plusieurs centaines de milliers de personnes en France,.